# Medalha Lobachevsky
A Medalha Lobachevsky é uma condecoração matemática oferecida pela Kazan State University em homenagem a Nikolai Lobachevsky. A medalha foi estabelecida em 1896 e concedida a primeira vez em 1897. Tornou-se um prêmio da Academia de Ciências da Rússia em 1951, voltando a ser concedida pela Kazan State University em 1991, então a cada cinco anos.

## Universidade Kazan
- Sophus Lie, 1897
- Wilhelm Killing, 1900
- David Hilbert, 1903
- Ludwig Schlesinger, 1909
- Friedrich Schur, 1912
- Hermann Weyl, 1927
- Élie Cartan, 1937
- Viktor Wagner, 1937

## Academia de Ciências da Rússia
- Nikolai Efimov, 1951
- Aleksandr Danilovich Aleksandrov, 1951
- Oleksiy Pohorielov, 1959
- Lev Pontryagin, 1966
- Heinz Hopf, 1969
- Pavel Alexandrov, 1972
- Boris Delaunay, 1977
- Sergei Novikov, 1981
- Herbert Busemann, 1984
- Andrei Kolmogorov, 1986
- Friedrich Hirzebruch, 1989

## Universidade Kazan
- Alexander Petrovich Norden, 1992
- Boris Petrovich Komrakow, 1997
- Mikhael Leonidovich Gromov, 1997
- Shiing-Shen Chern, 2002
- Ahmed Taha, 2009